# 膳所焼

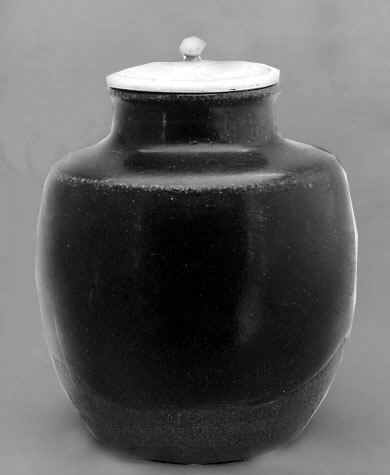
メトロポリタン美術館蔵

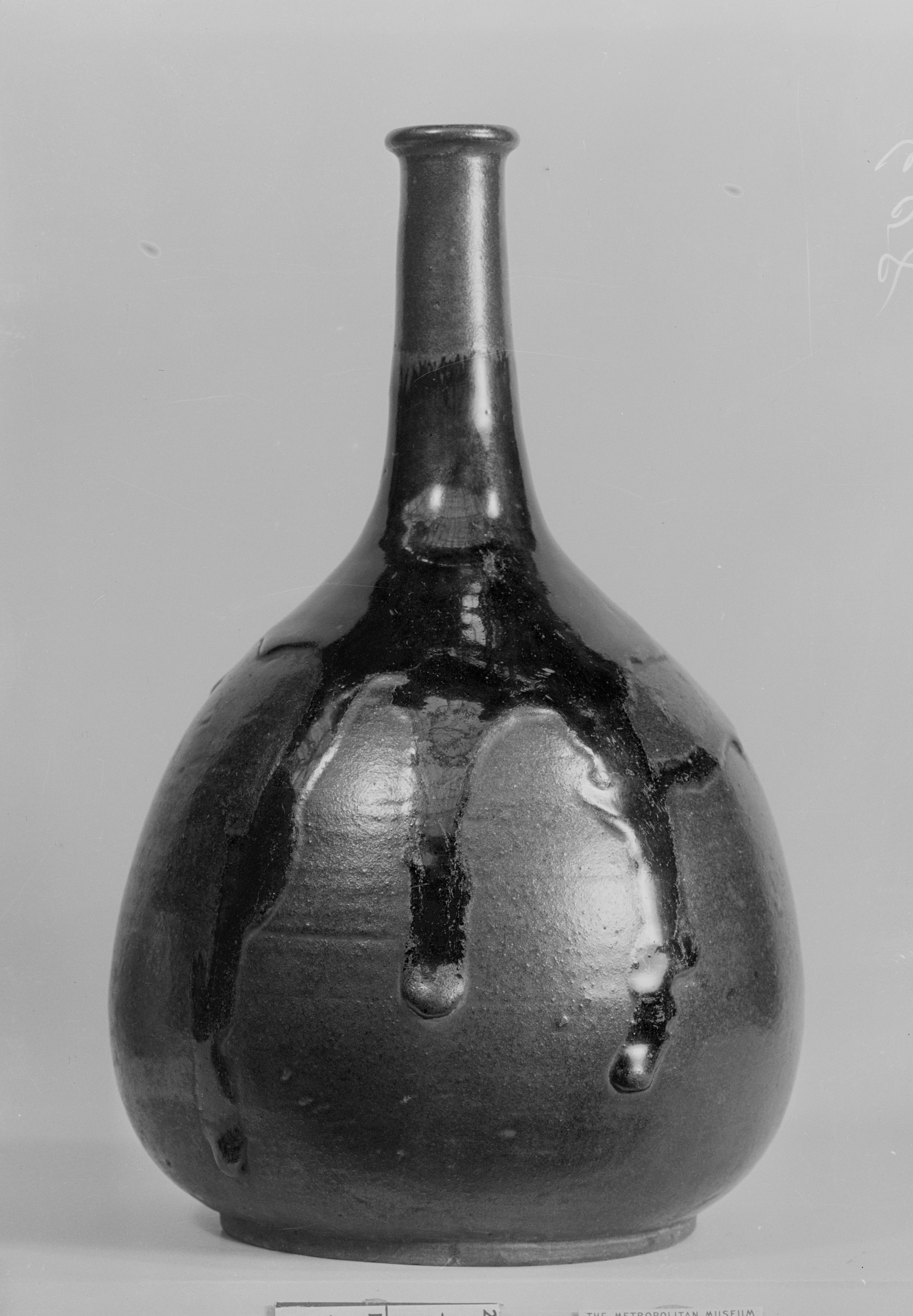
メトロポリタン美術館蔵

膳所焼（ぜぜやき）とは、滋賀県大津市にて焼かれる陶器。茶陶として名高く、遠州七窯の一つに数えられる。黒味を帯びた鉄釉が特色で、素朴でありながら繊細な意匠は遠州が掲げた「きれいさび」の精神が息づいている。

## 歴史
1621年、膳所藩主となった菅沼定芳が、御用窯として始めたものを膳所焼（御庭焼）と言う。また、膳所藩領内で安土桃山時代から江戸時代初期に焼かれた大江焼（瀬田大江（現大津市）の陶器、1620年代には築窯されていたとされる。）・勢多焼・国分焼（石山）の3古窯と、膳所焼復興を目指した梅林焼・雀ケ谷焼・瀬田焼の総称としても用いられている。
菅沼定芳は、膳所藩主となった後の1629年、相模川左岸に御用窯を築き、本阿弥光悦・小堀遠州・松花堂昭乗との交友に影響を受け茶器を焼いたと言われている。
菅沼定芳移封後の1634年、新たに石川忠総が膳所藩主となった。石川忠総の父、大久保忠隣は、小堀遠州の師であった古田織部門下の大名茶人であり、石川忠総も小堀遠州と親交が深かったことから小堀遠州の指導を受け茶器に力を注いだ。膳所焼は遠州七窯の一つとして評判を上げ、茶入や水指などは諸大名らの贈答品として重宝された。しかし、膳所焼の隆盛は石川忠総治世時に留まり、1651年2月、石川忠総が死去し、1651年6月、後継の石川憲之が伊勢亀山藩に移封されると、膳所焼は徐々に衰退していった。

## 膳所焼再興

### 梅林焼
1781年-1789年に小田原屋伊兵衛が梅林焼という窯を興したが、古来、膳所焼は「黒味をおびた鉄釉の美しさ」を特色としたのに対し、梅林焼は「唐三彩風の緑や黄色など鮮やかな発色の釉薬」を特色とし、江戸時代初期の膳所焼とはかけ離れたものであった。

### 雀ケ谷焼
膳所城下、篠津神社前紺屋町の商人、井上幾右衛門が1818年-1830年に、膳所焼再興のため京から住宅まで建て陶工を招き、茶臼山の東南麓の雀ケ谷（現・大津市秋葉台）に窯を築いた。そのほとんどが土瓶・皿・鉢・徳利などの実用品であった。

### 瀬田焼
江戸時代幕末から明治時代初期に、池田門平という陶工が瀬田の唐橋の東に窯を築き、楽焼風の茶碗を焼き始めたのが起源とされ、三代続いたが、大正時代には廃窯となった。窯跡は未確認で実態は不詳だが、長期間継続していたため、多くの製品が現存する。

### 復興膳所焼
膳所焼の廃絶を惜しんだ地元の岩崎健三が、1919年、友人の画家山元春挙と組んで別邸に登り窯を築き、京都の陶工二代伊東陶山が技術的な指導を行い膳所焼の復興に生涯尽力した。岩崎健三の後、息子の岩崎新定に継承され、新生膳所焼は今日に至っている。膳所焼美術館にて作品を閲覧することができる。